# Museo del Palatino

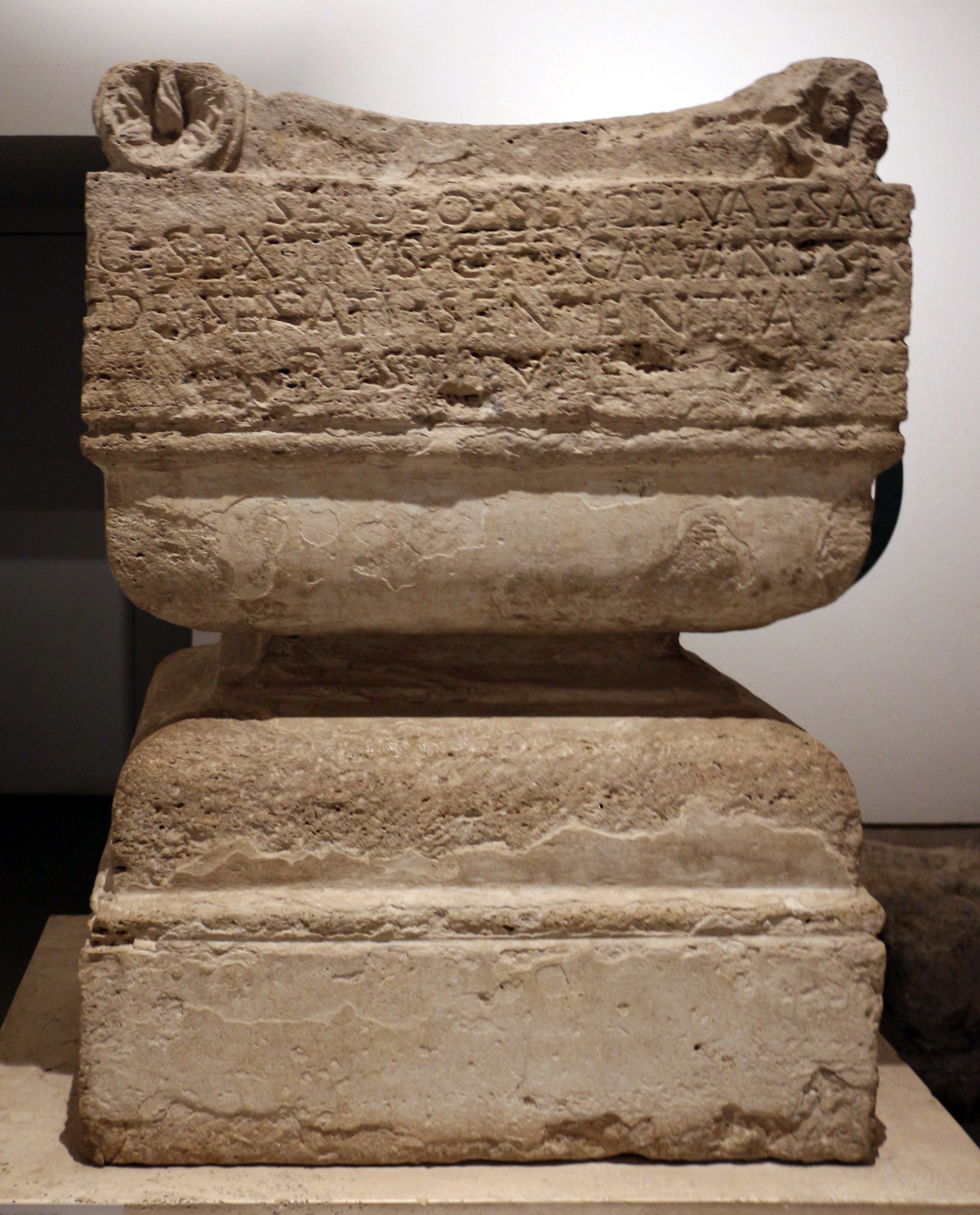
Altar al dios desconocido en el Museo del Palatino

El Museo del Palatino (Museo Palatino) está ubicado en un antiguo convento de Monjas Visitandinas, en la Colina Palatina, justo encima del Foro Romano. Fue construido en 1868 sobre los restos del palacio de Domiciano.
Durante la década de 1930, el arqueólogo Alfonso Bartoli estableció aquí el nuevo Antiquario Palatino. Durante la Segunda Guerra Mundial, muchos de los objetos encontrados en las excavaciones del Palatino fueron transferidos a otros museos. Al final de la guerra, solo una pequeña parte de la colección regresó al Palatino.
El museo del Palatino se divide en dos plantas. La planta baja, que conserva las estructuras originales de la domus preexistente, narra la historia de la colina desde los orígenes de Roma hasta la llegada del Principado (siglo I a. C.). En la primera planta, se exponen obras de la época de Augusto, así como mosaicos y pinturas de la Domus Transitoria de Nerón.